# Collection d'automne
Collection d'automne (titre original : The Panic Hand) est un recueil de nouvelles écrites par Jonathan Carroll, publié en avril 1995 au Royaume-Uni puis aux États-Unis en novembre 1996 et traduit en français en 1998.
Le livre comporte dix-neuf nouvelles, dix-huit que l'auteur a publiées auparavant de 1982 à 1994 dans divers magazines (Omni, The Magazine of Fantasy & Science Fiction, The Twilight Zone Magazine, Weird Tales, Penthouse et Fear) ou anthologies (I Shudder at Your Touch éditée par Michele Slung, publiée en français sous le titre 22 histoires de sexe et d'horreur, Narrow Houses éditée par Peter Crowther (en) et The Time Out Book of London Short Stories éditée par Maria Lexton) et une inédite. En France, il contient dix-sept nouvelles (Mr Fiddlehead n'a pas été traduite et Le Jeu de l'autre figure uniquement dans l'anthologie 22 histoires de sexe et d'horreur) avec un ordre d'apparition différent de l'édition originale.

## Liste des nouvelles du recueil
Dans l'ordre d'apparition de l'édition originale :
- (en) Mr Fiddlehead, 1989
- Ménage en grand, 1998 ((en) Uh-Oh City, 1992)
- Collection d'automne, 1998 ((en) The Fall Collection, 1989)
- Copains comme chiens, 1987 ((en) Friend's Best Man, 1987)
- La Tristesse du détail, 1998 ((en) The Sadness of Detail, 1990)
- Signe de vie, 1998 ((en) Waiting to Wave, 1993)
- Salle Jane Fonda, 1998 ((en) The Jane Fonda Room, 1982)
- Le Jeu de l'autre, 1993 ((en) A Quarter Past You, 1990)
- Mon Zoondel, 1998 ((en) My Zoondel, 1989)
- Apprendre à s'en aller, 1998 ((en) Learning to Leave, 1992)
- La Main-panique, 1998 ((en) The Panic Hand, 1989)
- La Gueule de l'ours, 1998 ((en) A Bear in the Mouth, 1989)
- L'Examen de passage, 1998 ((en) Postgraduate, 1984)
- L'Ange las, 1998 ((en) Tired Angel, 1989)
- L'Amour des morts, 1998 ((en) The Dead Love You, 1989)
- Florian, 1998 ((en) Florian, 1989)
- La Vie de mon crime, 1998 ((en) The Life of My Crime, 1992)
- Une roue dans le désert, des balançoires au clair de lune, 1998 ((en) A Wheel in the Desert, the Moon on Some Swings, 1994)
- Coup de foudre, 1998 ((en) A Flash in the Pants, 1995)

## Prix
- Le recueil a reçu le prix Bram-Stoker du meilleur recueil de nouvelles 1995.
- La nouvelle Copains comme chiens (publiée auparavant sous le titre Le Meilleur homme d'ami dans la revue Fiction en juillet 1987) a reçu le prix World Fantasy de la meilleure nouvelle 1988.
- La nouvelle Ménage en grand a reçu le grand prix de l'Imaginaire de la nouvelle étrangère 2000.